# Waldemar Young
Waldemar Young (1 de julho de 1878 – 30 de agosto de 1938) foi um roteirista norte-americano. Ele escreveu roteiros para 81 filmes entre 1917 a 1938.
Ele nasceu em Salt Lake City, Utah e morreu em Hollywood, Califórnia, vítima de pneumonia.
Waldemar foi neto de Brigham Young. Ele também foi irmão de Mahonri Young.
Young juntou-se a equipe do Salt Lake Herald depois que ele se formou no Ensino Médio. Em seguida, foi para a Universidade Stanford, a partir de 1900. Em Stanford, ele jogou no time de futebol. Ele se formou em Inglês, mas também estudou Economia e História.
Young não terminou seus estudos na Universidade Stanford. Ao contrário, ele fazia trabalhos com San Francisco Chronicle e o San Francisco Examiner.
Em 1912, Young se casou com Elizabeth Haight.
Young começou em filmes escrevendo roteiros de comédia para Franklyn Farnum e Agnes Vernon.
Na década de 1920, ele muitas vezes trabalhou em filmes com Lon Chaney, Tod Browning e seu editor Errol Taggart.
Na década de 1930, Young escreveu diversas peças teatrais para Cecil B. DeMille.

## Filmografia parcial
- Fast Company (1918)
- The Wicked Darling (1919)
- The Unpainted Woman (1919)
- The Petal on the Current (1919)
- Bonnie Bonnie Lassie (1919)
- Suds (1920)
- The Mystic (1925)
- The Blackbird (1926)
- The Show (1927)
- The Unknown (1927)
- London After Midnight (1927)
- The Trail of '98 (1928)
- The Big City (1928)
- Sally (1929)
- The Girl of the Golden West (1930)
- Penrod and Sam (1931)
- Love Me Tonight (1932)
- The Miracle Man (1932)
- The Sign of the Cross (1932)
- Island of Lost Souls (1932)
- Sky Bride (1932)
- Cleopatra (1934)
- The Lives of a Bengal Lancer (1935)
- Test Pilot (1938)
- Ladies Love Brutes (1930)